# Альбани, Джузеппе
Джузе́ппе Андре́а Альба́ни (итал. Giuseppe Andrea Albani; 13 сентября 1750, Рим , Папская область — 3 декабря 1834, Пезаро, Папская область) —  итальянский куриальный кардинал. Про-секретарь мемориальных дат с 26 марта 1808 по 20 мая 1817. Префект Священной Конгрегации доброго управления с 20 мая 1817 по 30 января 1824. Камерленго Священной Коллегии кардиналов с 8 января 1821 по 19 апреля 1822. Секретарь апостольских бреве с 30 января 1824 по 3 декабря 1834. Апостольский легат в Болоньи с 10 декабря 1824 по 31 марта 1829. Государственный секретарь Святого Престола и Префект Священной Конгрегации Священной Консульты с 31 марта 1829 по 30 ноября 1830. Библиотекарь Святой Римской Церкви с 23 апреля 1830 по 3 декабря 1834. Папский легат в Урбино и Пезаро с 21 июня 1831 по 3 декабря 1834. Кардинал-дьякон с 23 февраля 1801, с титулярной диаконией Сан-Чезарео-ин-Палатио с 29 октября 1804 по 2 октября 1818. Кардинал-дьякон с титулярной диаконией Сант-Эустакьо с 2 октября 1818 по 28 января 1828. Кардинал-дьякон с титулярной диаконией Санта-Мария-ин-Виа-Лата с 28 января 1828 по 3 декабря 1834. Кардинал-протодьякон с 28 января 1828 по 3 декабря 1834.
Хотя никогда не был кандидатом в папы, его роль в избрании Льва XII, Пия VIII и Григория XVI хорошо известна папским историкам.

## Биография
Джузеппе Андреа Альбани родился 13 сентября 1750 года в Риме, в знатной аристократической семье «чёрной знати», известной многими представителями высшего католических духовенства: его внучатым дядей был папа римский Климент XI, а трое других родственников были также видными кардиналами. Джузеппе Андреа был сыном Орацио Альбани, князя Сориано аль Чимино и Марии Анны Матильды Чибо-Маласпины.
Хотя немного известно о его раннем образовании, однако известно, что священническое обучение он прошёл в Сиене, но в возрасте двадцати лет Альбани возвращается в Рим, чтобы стать придворным прелатом папы римского Климента XIV. Во время своего пребывания в Риме Альбани получил огромный опыт в каноническом праве, и он должен был использовать эти знания для большого эффекта в более поздние годы. Он занимал важные посты в Римской курии с весьма молодого возраста и ко времени, когда он был сделан кардиналом Пием VII, он был уже критикуемой фигурой в Церкви. В период французской оккупации Рима он нашёл убежище в Вене и в течение этого времени он стал твёрдым союзником Священной Римской империи, которая дала ему свободу действий, чтобы управлять позднее папскими конклавами так, чтобы никакой кандидат к их неудовольствию не был избран.
Он стал префектом Священной Конгрегации доброго управления 20 мая 1817 года и на следующих трёх конклавах Альбани играл жизненную роль во влиянии на то, кого большинство кардиналов утвердит «за», даже при том, что его собственный кандидат на Конклаве 1830 года, Винченцо Макки, смог получить только двенадцать голосов. Его связь с императором Францем II была решающей на Конклаве 1823 года и важна в 1830 году для исключения Джакомо Джустиниани, а на Конклаве 1829 года — хотя он отсутствовал на ранних баллотировках — его поддержка несомненно помогла Пию VIII стать папой римским. На двух вышеупомянутых конклавах объявлял Habemus Papam.
Роль Альбани на этих конклавах также может быть отмечена, на которых он был тем, кто короновал и Пия VIII и Григория XVI после того, как они принимали своё избрание римскими папами.
С 23 апреля 1830 кардинал Альбани был Библиотекарем Святой Римской Церкви. Он умер в Пезаро четырьмя годами позднее — 3 декабря 1834 года.